# Staatsanleihe
Eine Staatsanleihe (oder Staatsschuldverschreibung, Staatsobligation; englisch sovereign bond oder government bond) ist eine Öffentliche Anleihe, bei der ein Staat als Schuldner fungiert. Sie gehen meist einher sowohl mit regelmäßigen Zinszahlungen, Kupon genannt, als auch mit Rückzahlung des eingesetzten Kapitals bei Fälligkeit.

## Allgemeines
Als Anleiheschuldner treten – neben Banken, Versicherungen und sonstige emissionsfähigen Unternehmen – auch staatliche Institutionen direkt auf. Sie nutzen die Anleihe als Finanzierungsinstrument. Dabei kommen ihnen dieselben Vorteile einer breiten Streuung (auf den internationalen Kapitalmärkten), uneingeschränktem Handel (internationaler Kreditverkehr) und einer hohen Fungibilität (durch die Form der Inhaberschuldverschreibung) zugute. Anders als bei den übrigen Anleiheschuldnern kann die Bonität von Staatsanleihen nicht durch Jahresabschlüsse gemessen werden, sondern nur indirekt durch den Vergleich der Staatshaushalte und das zugehörige Länderrisiko. Während alle übrigen Anleiheschuldner aufgrund gesetzlicher Bestimmungen insolvenzfähig sind, gibt es für Staaten zwar keine Insolvenzvorschriften, wohl aber die Möglichkeit eines Moratoriums oder Staatsbankrotts, von denen auch – und insbesondere – Staatsanleihen betroffen sind. Das Völkerrecht kennt weder ein einheitliches noch ein kodifiziertes Konkursrecht der Staaten.
Grund für die Emission der von einem Staat herausgegebenen Wertpapiere ist meist die Finanzierung von Haushaltsdefiziten im Staatshaushalt, kann aber auch ein bestimmtes, vom Staat zu finanzierendes Projekt sein. Staatsanleihen verringern oder decken die Lücke zwischen den niedrigeren Staatseinnahmen und den höheren Staatsausgaben, wenn Steuererhöhungen ganz oder teilweise vermieden werden sollen.
Im erweiterten Sinn wird auch – fachlich nicht korrekt – jede Art einer öffentlichen Anleihe als Staatsanleihe bezeichnet; demnach wäre hierunter auch jede von einer innerhalb des Staates organisierten Gebietskörperschaft oder einem öffentlichen Unternehmen begebene Anleihe gefasst, die ihre Anleihen mit einer Staatsgarantie versehen.

## Geschichte
Vorläufer der heutigen Staatsanleihen waren die mittelalterlichen „Prestiti“ oder „Prestanze“ (Darlehen) in Italien zur Kriegsfinanzierung in Venedig oder Florenz. In Venedig nahm der Doge Vitale Michiel II. im Jahre 1156 Kredit von seinen venezianischen Bürgern zu 4 % auf – die erste Frühform der Staatsanleihe – und erlaubte ihnen, unter dem Namen Monte Vecchio ein Kreditinstitut zwecks Absicherung zu gründen. In Florenz führte Philipp Tuskhan mit 2 Brüdern seit 1287 das hiesige Leihhaus „casanam prestiti“. Es handelte sich um verzinsliche Zwangsanleihen der Klein- und Stadtstaaten Norditaliens, die häufig nicht zurückgezahlt wurden. Durch die Kriegsausgaben hatte Florenz im Jahre 1427 Schulden von 5 Millionen Florin, die mit Hilfe von Kriegsanleihen finanziert wurden. Insbesondere reiche Bürger zwang der Staat zur finanziellen Beteiligung an der Kriegsfinanzierung. Weitere Kriegsfinanzierungen ließen jedoch den Wert bereits in Umlauf befindlicher Anleihen weiter sinken, so dass die venezianischen Montenuovo-Anleihen zwischen 1509 und 1529 nur noch 10 % ihres ursprünglichen Werts aufwiesen.
Inzwischen benötigte im November 1338 Edward III. von England Geld für den Hundertjährigen Krieg mit Frankreich, das ihm unter anderem der Bankier Bonifacio di Tommaso der Peruzzi lieh, aber nicht mehr zurückerhielt. 1568 finanzierte Philipp II. den Achtzigjährigen Krieg der Niederlande gegen Spanien mit einer Staatsanleihe von 3 Millionen Gulden. Philipp II. musste dreimal den Staatsbankrott ausrufen, und zwar 1557, 1575 und 1596; das betraf auch seine Kriegsanleihen. Am 20. Januar 1693 gab die britische Regierung mit der Tontine die erste Staatsanleihe moderner Prägung aus, 1751 folgte mit dem „Consols bond“ die erste Staatsanleihe auf Grundlage der ewigen Rente. Hierbei verpflichtete sich der Staat nur zur Zahlung des Zinses („Rente“) und übernahm keine Rückzahlungsverpflichtung, er räumte sich allenfalls ein Tilgungsrecht ein. Die gleichbleibenden und immer fortdauernden Zinszahlungen haben ihr den Namen „ewige Rente“ eingebracht. Diese Form war nur für Staatspapiere zulässig.
Ein Brief vom 11. Januar 1814 ernannte Nathan Mayer Rothschild zum Beauftragten der britischen Regierung, wobei er französisches Gold aufkaufen und Admiral Wellington aushändigen sollte. Dieser bezahlte hiermit seine Söldner, die mittlerweile nach Frankreich marschierten. Bis Mai 1814 hatte Rothschild der britischen Regierung Edelmetalle im Wert von knapp 1,2 Millionen Pfund zur Verfügung gestellt. Rothschild finanzierte hiermit indirekt die Schlacht bei Waterloo, die am 18. Juni 1815 stattfand. Doch die erhoffte Wertsteigerung des Goldes blieb durch den unerwartet kurzen Kriegsverlauf aus, so dass Rothschild das übrig gebliebene Gold im Juli 1815 für den Erwerb britischer Staatsanleihen verwandte. Beim Verkauf im Juli 1817 war deren Kurs um 40 % gestiegen, so dass Nathan Rothschild nach heutigem Wert rund 600 Millionen Euro Kursgewinn realisierte und damit Staatsanleihen erstmals spekulativ einsetzte.
Der Nationalökonom David Ricardo hatte kurz vor der Schlacht bei Waterloo ebenfalls in großem Umfang britische Staatsanleihen erworben und setzte damit auf einen Sieg der britischen Truppen. Als diese die Schlacht gewannen, machten ihn die Kurssteigerungen zu einem der reichsten Briten. Er soll mehr als eine Million Pfund Sterling Kursgewinn erzielt haben.

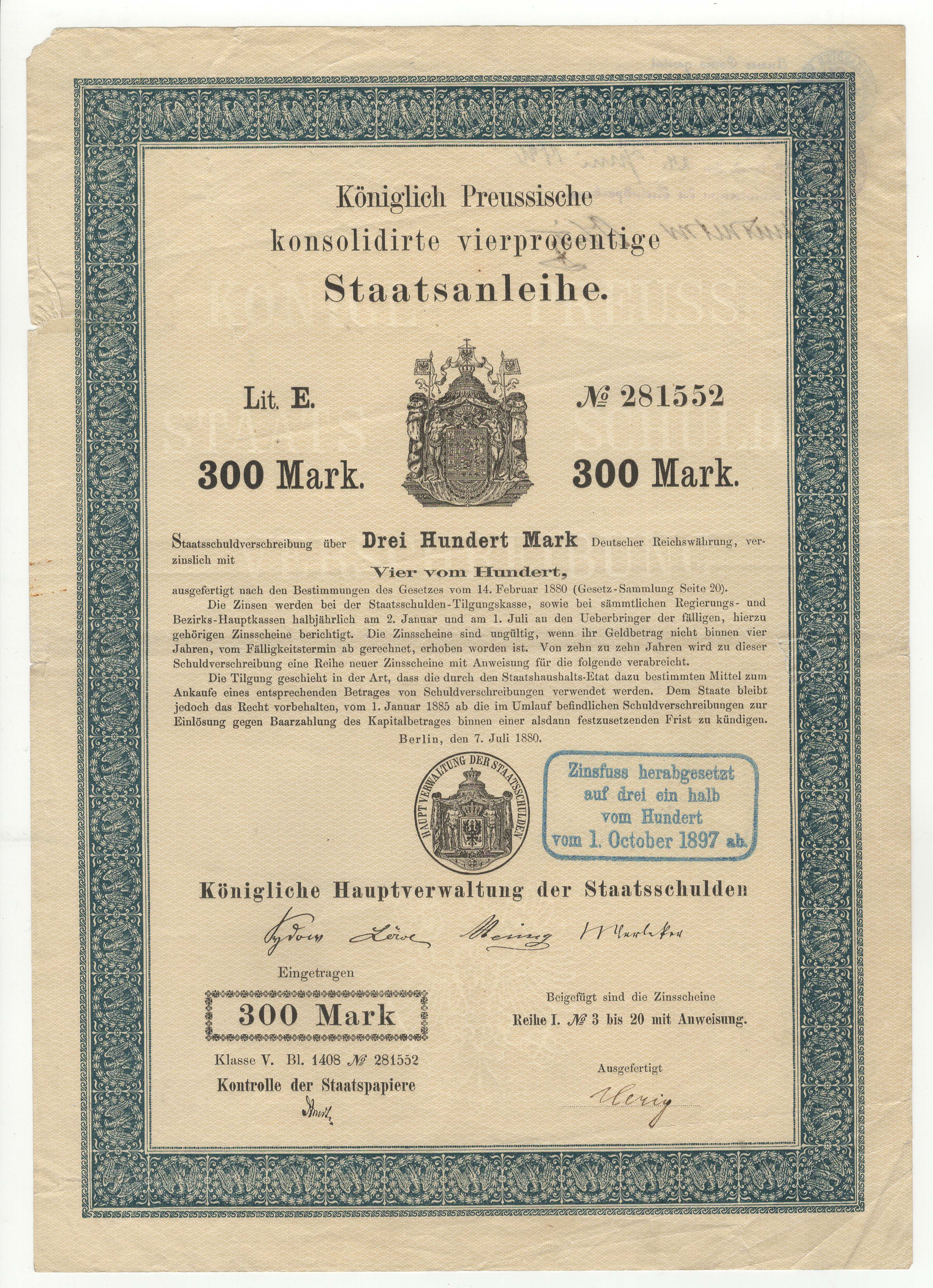
Königlich Preussische Staatsanleihe über 300 Mark vom 7. Juli 1880

Die Verfassung des Preußischen Staats vom 31. Januar 1850 bestimmte in Artikel 103, dass „Anleihen für die Staatskasse nur auf Grund eines Gesetzes“ stattfinden. So etwa nahm Preußen Staatsanleihen aufgrund des Gesetzes „betreffend die Konsolidation Preußischer Staatsanleihen vom 19. Dezember 1869“ auf. Zur Finanzierung des Sezessionskrieges nahmen sowohl die Nord- als auch die Südstaaten Kriegsanleihen auf. 1863 erwarben die Banken Regierungsanleihen, mit denen die Unionsarmee finanziert wurde. Die ärmeren Südstaaten boten im selben Jahr Pfandanleihen mit Baumwolle als Sicherheit an. Im Mai 1863 eroberten die Nordstaaten Jackson (Mississippi), die Südstaaten kapitulierten schließlich am 4. Juli 1863 in Vicksburg (Mississippi) – auch weil es ihnen nicht gelang, die hohen Kriegskosten vollständig mit Staatsanleihen zu finanzieren.
Argentinische Anleihen nehmen in der Historie der Staatsanleihen eine Sonderrolle ein, denn sie waren gleich mehrfach von Moratorien und Staatsbankrott betroffen (Argentinien-Krise) und beschäftigten internationale Gerichte. Argentinien stellte die Zahlung des Schuldendienstes (Zinsen und Tilgung) bereits für seine erste, 1825 emittierte Staatsanleihe im Jahre 1829 für die nächsten 28 Jahre bis 1857 ein. Diesem Moratorium folgte ein weiteres im April 1987. Im Januar 2001 schließlich rief das Land den Staatsnotstand aus, verbunden mit der Zahlungsunfähigkeit für Staatsanleihen im Februar 2001. Ende 2005 erreichten Staatsanleihen rund 50 Prozent der argentinischen öffentlichen Schulden.
Das Deutsche Kaiserreich brachte im September 1914 eine Staatsanleihe auf den Markt, die den Ersten Weltkrieg finanziell überhaupt erst möglich machte und die der Wirtschaftskolumnist Leo Jolles in einem Leitartikel damals ein „Milliardenopfer“ nannte:

„Der Niedergang der Industriesonne hatte den neuen Abschnitt in der Geschichte der deutschen Staatsanleihen vorbereitet. Der Aufstieg der gewerblichen Konjunktur, der im Frühjahr 1914 kommen sollte, blieb aus; und das Verhalten der Börse ließ keinen Zweifel, dass die Hoffnung auf neue Dividendensiege sich nicht erfüllen werde. […] Die Krönung dieser Entwicklungsepoche bildet das Ergebnis der Kriegsanleihen. […] Kein Wertobjekt kann so leicht zu Geld gemacht werden wie ein deutsches Staatspapier.“

Auch die Griechenland-Krise löste im März 2012 einen teilweisen Schuldenerlass für griechische Staatsanleihen aus. Da dieser nicht mit der Zustimmung aller Anleihegläubiger erfolgte, stellte im März 2012 die ISDA den Zahlungsausfall Griechenlands fest.

## Rechtsfragen
Staatsanleihen sind Wertpapiere, die jedem einzelnen Gläubiger einen eigenen, unabhängigen vertraglichen Zahlungsanspruch gegenüber dem Emittenten (Schuldnerstaat) verschaffen. In Kontinentaleuropa werden sie als Inhaberpapiere (englisch „bearer bonds“) ausgegeben, der angloamerikanische Rechtsraum bevorzugt Orderschuldverschreibungen (englisch „registered bonds“), bei denen jeder Gläubiger namentlich in einem Gläubigerverzeichnis geführt wird. Als Inhaberpapiere sind sie am fungibelsten, weil sie durch Einigung und Übergabe auf einen neuen Gläubiger übertragen werden können; Orderpapiere bedürfen eines Indossaments.
Die deutsche Bankenaufsicht BaFin verhängte im Mai 2010 ein temporäres Verbot von Leerverkäufen für Staatsanleihen und Aktien, das im März 2011 wieder aufgehoben wurde.

### Anleihebedingungen
Anleihebedingungen erhalten in § 2 Abs. 1 SchVG eine Legaldefinition. Es sind die „Bedingungen zur Beschreibung der Leistung sowie der Rechte und Pflichten des Schuldners und der Gläubiger“.
Für die Investoren sind die Anleihebedingungen von Interesse, die zwischen dem Schuldnerstaat und dem emittierenden Bankenkonsortium ausgehandelt werden. Dabei orientiert man sich im Regelfall an den Anleihestandards der International Capital Markets Association (ICMA). Diese beginnen mit der Rechtswahl, die sich zwischen dem Recht des emittierenden Staates oder dem Recht großer Finanzmarktjurisdiktionen entscheiden kann. Seit 1992 können Staaten, die ihre Anleihen dem US-Recht unterwerfen und in US-Dollar denominieren, in den USA verklagt werden. Alleine die argentinischen Staatsanleihen unterstanden 8 verschiedenen Jurisdiktionen. Staatsanleihen haben mit 15 bis 30 Jahren die längste Laufzeit aller Anleihen. Zinsen und Rückzahlungen wickelt häufig eine Zahlstelle (englisch fiscal agent) oder ein Treuhänder (englisch trustee) ab. Zinstermin (englisch coupon date) ist der im Kupon vermerkte Fälligkeitszeitpunkt der Anleihezinsen (meist jährlich oder halbjährlich).
Zu beachten sind Klauseln wie die Pari-passu-Klausel, Negativerklärung, Cross-Default-Klausel und die Collective Action Clause, weil sie im Falle einer Staatskrise des Anleiheschuldners gravierende Auswirkungen für den Investor entfalten können.
- Die Pari-passu-Klausel sichert den Anleihegläubigern absolute Gleichrangigkeit ihrer Forderungen zu, worin sich die Politik des öffentlichen Sektors verwirklicht, keiner Art von Ansprüchen eine implizite Vorrangstellung zuzuerkennen.[17] Der zitierte Report stellt in Ziff. 45a klar, dass das Ziel einer Krisenbewältigung die Verpflichtung der Staaten zur pünktlichen und vollständigen Schuldentilgung nicht unterminieren darf.
- Dieser Grundsatz der formellen Gleichrangigkeit wird durch die Negativerklärung („negative pledge“) auf die dingliche Ebene ausgeweitet, indem die Klausel den unbesicherten Anleihegläubigern eine Besicherung ihrer Forderungen zusichert, sollte der Staat anderen Gläubigern Sicherheiten zur Verfügung stellen.
- Bei der Cross-Default-Klausel steht den Anleihegläubigern ein Sonderkündigungsrecht zu, wenn der Schuldnerstaat zwar ihre Anleihe bedient, jedoch bezüglich einer anderen Zahlungsverpflichtung in Rückstand gerät. Hierdurch sollen alle Gläubiger gleichzeitig von den Zahlungsschwierigkeiten des Schuldnerstaates betroffen werden.[18]
- Die Collective Action Clause macht eine Änderung einzelner Anleihebedingungen von der Zustimmung der Mehrheit der Gläubiger abhängig und ist im Falle der mehrheitlichen Zustimmung für sämtliche Anleihegläubiger bindend. Hierdurch können Minderheiten überstimmt werden und sind etwa gezwungen, einem Schuldenerlass zuzustimmen. Nach deutschem Recht können die Anleihebedingungen vorsehen, dass die Gläubiger derselben Anleihe durch Mehrheitsbeschluss Änderungen der Anleihebedingungen zustimmen und zur Wahrnehmung ihrer Rechte einen gemeinsamen Vertreter für alle Gläubiger bestellen können (§ 5 SchVG). Diese Bestimmung ist nach § 1 Abs. 2 SchVG für deutsche Bundeswertpapiere, Landesanleihen und Kommunalanleihen nicht anwendbar.

Der Bundesgerichtshof (BGH) hat entschieden, dass Anleihebedingungen von Inhaberschuldverschreibungen nicht in den Anwendungsbereich des § 305 Abs. 2 BGB fallen, mit der Folge, dass eine gerichtliche Einbeziehungskontrolle insofern nicht stattfindet.

### Gerichtsprozesse durch argentinische Staatsanleihen
Bei Staatsanleihen ist es üblich, die unbesicherten Anleihegläubiger mit einer Pari-Passu-Klausel gleichrangig mit anderen nicht nachrangigen Auslandsverbindlichkeiten zu stellen. In § 8 Abs. 1 Satz 1 der Anleihebedingungen von Anleihen der Republik Argentinien (emittiert in den Jahren 1996 und 1997) wurde ohne jegliche Beschränkung auf bestimmte Arten von Verbindlichkeiten allgemein darauf verwiesen, dass es sich um „nicht nachrangige Verpflichtungen“ der Republik handele. Durch § 8 Abs. 1 Satz 2 der Anleihebedingungen wurde ergänzend zugesichert, dass die Anleiheverbindlichkeiten stets mit anderen unbesicherten und nicht nachrangigen Auslandsverbindlichkeiten im Sinne von § 8 Abs. 4 der Anleihebedingungen im gleichen Rang stehen. Während die von der Klausel begünstigten Anleihegläubiger ab Februar 2001 keine Zinszahlungen zum vorgesehenen Fälligkeitszeitpunkt erhielten, wurde der Schuldendienst für den IWF von Argentinien fortgesetzt, obwohl der IWF formal nicht zu den vorrangigen Gläubigern gehörte. Im Juni 2014 urteilte hierzu der amerikanische Oberste Gerichtshof („U.S. Supreme Court“), dass Argentinien nicht Zahlungen auf umstrukturierte Schulden leisten darf, ohne Zahlungen an Gläubiger zu leisten, die sich einer Umstrukturierung widersetzt haben und missbilligte damit die argentinische Bevorzugung des IWF. Für den BGH ist keine allgemeine Regel des Völkerrechts feststellbar, die einen Staat gegenüber Privatpersonen berechtigt, die Erfüllung fälliger privatrechtlicher Zahlungsansprüche unter Berufung auf den wegen Zahlungsunfähigkeit erklärten Staatsnotstand oder wegen einer mit der Mehrheit der Gläubiger freiwillig zustande gekommenen Umschuldung zeitweise zu verweigern. Auch dieses Urteil zwang Argentinien zur Rückzahlung der 1996 und 1997 begebenen Staatsanleihen an die benachteiligten Gläubiger.

## Risiko
Als Gläubiger von Staatsanleihen kommen andere Staaten, deren Zentralbanken (wie die Europäische Zentralbank), institutionelle Anleger wie Banken, Versicherungen, Hedgefonds, Investmentfonds oder auch natürliche Personen in Frage.
Für die Gläubiger entsteht durch den Erwerb von Staatsanleihen ein Kreditrisiko, das sich schlimmstenfalls in einem Moratorium oder Staatsbankrott realisieren kann. Dieses Risiko verwirklicht sich anleihetechnisch durch einen teilweisen oder vollständigen Schuldenerlass. Beim griechischen Schuldenerlass im März 2012 mussten Anleihegläubiger auf 53,5 Prozent ihrer Anleihenwerte verzichten. Fremdwährungsanleihen kommen bei Staaten vor, deren eigene Währung als Anleihewährung international nicht akzeptiert wird. Dann besitzen Gläubiger neben dem typischen Kreditrisiko auch ein Transferstopprisiko. Damit unterliegen auch Staaten und Zentralbanken, die ausländische Staatsanleihen besitzen, einem Gläubigerrisiko, so dass letztlich die Steuerzahler für ausländische Staatsanleihen indirekt haften.
Die Europäische Zentralbank (EZB) kauft im Rahmen eines hochvolumigen Ankaufprogramms seit 2015 EU-Staatsanleihen in hohem Umfang. Dieser umstrittene Ankauf von EU-Staatsanleihen durch die EZB auf dem Sekundärmarkt seit März 2015 sollte vordergründig der Gefahr einer Deflation vorbeugen, hat jedoch eine nicht erwünschte Staatsfinanzierung durch die Zentralbank zur Folge. Ihr tatsächliches Ziel ist die Stabilisierung von riskanten Staatsanleihen und der Finanzmärkte.
Das Risiko des Gläubigers wird von Ratingagenturen wie Standard & Poor’s, Moody’s oder Fitch durch eine Bonitätsbewertung (Rating) für den Staat (englisch sovereign rating) gemessen. Danach gelten Staatsanleihen von Staaten der höchsten Bonitätsklasse als fast risikolos – hierzu zählten zum Stand Oktober 2015 Dänemark, Deutschland, Luxemburg, Kanada, Norwegen, Schweden und die Schweiz. Bei besonders schlechtem Rating des Staates – im spekulativen Bereich, oder gleichbedeutend: schlechter als Anlagebonität – spricht man von Hochzinsanleihen oder Schrottanleihen (englisch high yield bonds oder junk bonds). Besonders riskant sind grundsätzlich Anleihen von Staaten, die bereits ein Moratorium oder gar einen Staatsbankrott zu verzeichnen hatten, weil meist die Wiederholungsgefahr sehr hoch ist. Die Höhe des Anleiherisikos einer Staatsanleihe kann auch durch den Credit Spread gemessen werden. Er ist die Renditedifferenz zwischen der betrachteten Staatsanleihe und einer risikofreien Referenzanleihe gleicher Laufzeit. Der Credit Spread fällt umso höher aus, je riskanter die Staatsanleihe ist. Das Kreditrisiko aus Staatsanleihen lässt sich durch Credit Default Swaps (CDS) ganz oder teilweise absichern. Die Sicherheitengeber dieser CDS sind zur Zahlung des gesicherten Anleihebetrages an den sicherungsnehmenden Anleihegläubiger verpflichtet, wenn bei der Staatsanleihe ein Kreditereignis eingetreten ist.

## Volkswirtschaftliche Bedeutung
David Ricardo, ein strenger Verfechter des materiellen Haushaltsgleichgewichts, setzte sich 1821 für eine Abschaffung von Staatsanleihen ein, weil er für die Finanzierung eines außerordentlichen Staatsbedarfs zu dem Ergebnis gekommen war, dass Steuererhöhungen die bessere Lösung seien. Er war der Auffassung, dass die Anleiheemission – weil bequemer als die Steuererhöhung – den Staat zu freigiebigerem Verbrauch verleite: „It is a system which tends to make us less thrifty“.
Ricardos geschätzter Lehrmeister und Freund Thomas Robert Malthus teilte die Bedenken Ricardos, aber auch die von David Hume und Adam Smith gegen Staatsanleihen nicht. Malthus hielt 1820 den Staatskredit für viele produktive Zwecke für unentbehrlich und nützlich, drängte jedoch auch auf eine sorgfältige Sparsamkeit bei Staatsausgaben. Jean-Baptiste Say sah 1829 als größten Missbrauch „die großen Anleihen an verschwenderische Regierungen, wobei fast immer die Banken und das Publikum verloren, weil man den Regierungen die Mittel verlieh, Böses zu tun“ (nämlich Kriege zu führen). James Mill unterschied zwischen unbedingt schädlichen und verhältnismäßig unschädlichen Staatsschulden, verabscheute jedoch Kriegsanleihen. Malthus befand sich gegenüber François Quesnay, Ricardo, Smith, Say oder Mill in der Minderheit, denn deren Ideal war der schuldenfreie Staat.
Staatsanleihen sind heute ein wichtiges Untersuchungsobjekt der Volkswirtschaftslehre, weil sie unmittelbar mit dem Staatshaushalt zusammenhängen und monetäre Wirkungen entfalten. Der Staat kann sein Defizit im Staatshaushalt durch Senkung der Staatsausgaben, Steuererhöhungen, die Begebung von Staatsanleihen oder durch eine andere Form der Kreditaufnahme ausgleichen. Fällt die Entscheidung zu Gunsten der Staatsanleihen, so müssen sie als Finanzierungsform rentabel sein. Entweder sind sie unmittelbar rentabel und ermöglichen aus ihrem Nutzen den Schuldendienst oder nur mittelbar rentabel, wenn sie durch Sekundärwirkungen entsprechende Steuermehreinnahmen erbringen. Die Erlöse aus dem Verkauf der Staatsanleihen fließen in Form von Einnahmen in den Staatshaushalt. Hierdurch decken die Anleihen ein gegenwärtiges Defizit, müssen jedoch zurückgezahlt werden. Sie erhöhen die gesamte Staatsverschuldung, wodurch sich staatliche Schuldenkennzahlen verschlechtern. Staatsanleihen sind ein Indikator für Staatsdefizite.
Eine Zentralbank kann das Geldangebot beeinflussen, indem sie auf dem Kapitalmarkt Staatsanleihen kauft oder verkauft. Erwirbt die Zentralbank Staatsanleihen, so erhöht dies deren Börsenkurs und senkt damit deren Rendite, was einen rückläufigen Marktzins zur Folge haben kann. Kauft die Zentralbank Staatsanleihen mit schlechter Bonität am Sekundärmarkt, betreibt sie Staatsfinanzierung anderer Länder.

## Staatsanleihen verschiedener Länder
Der Jargon der Börsenhändler hat für einige Staatsanleihen Neuschöpfungen als Kurzbezeichnungen gebracht.

### Deutschland
Deutsche Staatsanleihen werden auch Bundeswertpapiere genannt. Sie werden von der Deutschen Finanzagentur im Auftrag des Bundes begeben.
- Bundesanleihen („Bunds“ – 10 oder 30 Jahre Laufzeit, seit Mai 2020 zusätzlich auch 7 oder 15 Jahre)[31]
- Bundesobligationen („Bobls“ – 5 Jahre Laufzeit)[32]
- Bundesschatzanweisungen („Schätze“ – 2 Jahre Laufzeit)[33]
- Unverzinsliche Schatzanweisungen des Bundes („Bubills“ – 12 Monate Laufzeit, in früheren Jahren zeitweise auch 3, 6 und 9 Monate)[34]
- Grüne Bundeswertpapiere ("Green") werden seit 2020 begeben:[35]
  - Grüne Bundesobligationen ("Bobl/g" – 5 Jahre Laufzeit)
  - Grüne Bundesanleihen ("Bund/g" – 10 oder 30 Jahre Laufzeit)

Die Begebung inflationsindexierter Bundeswertpapiere („ILB“) wurde zum Jahresende 2023 eingestellt:
- inflationsindexierte Obligationen des Bundes („Bobl/€i“ – 5 Jahre Laufzeit)
- inflationsindexierte Anleihen des Bundes („Bunds/€i“ – 10, 15 oder 30 Jahre Laufzeit)

Die Begebung der Bundeswertpapiere speziell für Privatanleger wurde zum Jahresende 2012 eingestellt:
- Bundesschatzbriefe (Stufenzinsanleihe mit steigendem Zinssatz)
  - Typ A (Laufzeit 6 Jahre – Zinsen werden jährlich nachträglich gezahlt)
  - Typ B (Laufzeit 7 Jahre – Zinsen werden gesammelt (Zinseszinseffekt) und am Ende der Laufzeit ausgezahlt)
- Finanzierungsschätze (Diskontpapier)
  - Typ 1 (Laufzeit 1 Jahr)
  - Typ 2 (Laufzeit 2 Jahre)
- Tagesanleihe (unbefristete Laufzeit – entsprach einem Tagesgeldkonto mit täglichem Zinseszins in Form einer thesaurierenden Bundesanleihe)

Typisch für Bundeswertpapiere ist ihre Eintragung im Bundesschuldbuch, durch die ihre Handelbarkeit ermöglicht wird.

### Österreich
Auch Österreichische Bundesanleihen (umgangssprachlich „Bunds“) gehören zu den Staatsanleihen. Das Marktvolumen pro Emission beläuft sich zwischen 100 Millionen und 6 Mrd. Euro. Insgesamt beträgt das ausstehende Volumen bei Österreich-Anleihen 254,18 Mrd. Euro. In den kommenden 5 Jahren werden davon 112,94 Mrd. Euro fällig (Stand: Juli 2020).
Anfang 2012 hat die ÖBFA erstmals eine Staatsanleihe in Höhe von zwei Milliarden Euro über 50 Jahre begeben.

### Schweiz
Die Schweiz emittiert eine Vielzahl von „Schweiz-Anleihen“, deren Volumen pro Emission zwischen 95 Millionen und 5,6 Mrd. Franken liegt. Das ausstehende Volumen der Schweiz-Anleihen beträgt 80,14 Mrd. Euro, in den kommenden 5 Jahren werden davon 27,44 Mrd. Euro fällig (Stand: Juli 2020).

### USA
Insgesamt beträgt das ausstehende Volumen bei US-Staatsanleihen 15,13 Billionen Euro. In den kommenden 5 Jahren werden davon 10,98 Billionen Euro fällig. Üblich sind Laufzeiten von 30 Jahren.(Stand: Juli 2020).
„Treasuries“ (benannt nach dem US-Schatzamt Department of the Treasury) sind die Staatspapiere der USA. Treasury Bills („T-Bills“), Treasury Notes („T-Notes“) und Treasury Bonds („T-Bonds“) sind die wichtigsten Formen der US-Staatsanleihen.
Unter „T-Bills“ oder „Treasury Bills“ versteht man kurzfristige amerikanische Staatsanleihen mit einer Laufzeit von 4 (~1 Monat), 8 (~2 Monate), 13 (~1/4 Jahr), 26(~1/2 Jahr) und 52 Wochen (~1 Jahr). Durch die hohe Marktliquidität in dieser Anleiheform zählen die T-Bills zu den wichtigsten Instrumenten im Geldmarkt. Bei der Berechnung der Verzinsung von T-Bills ist darauf zu achten, dass laut Bankenkonvention stets von 360 Tagen pro Jahr (und nicht von 365) ausgegangen wird. T-Bills sind Nullkuponanleihen, die durch Auktionen emittiert werden, bei denen der Disagio bestimmt wird.
T-Notes haben Laufzeiten von 2, 3, 5, 7 und 10 Jahren.
Amerikanische Staatsanleihen mit einer Laufzeit zwischen 10 und 30 Jahren werden als „T-Bonds“ bezeichnet.
Unterhalb der Bundesebene werden so genannte municipal bonds mit den Unterarten general obligation bonds und revenue bonds begeben. Municipal bonds werden auch englisch tax-exempts („Steuerbefreite“) genannt, weil sie weder der staatlichen Einkommensteuerpflicht noch (manchmal) der lokalen Steuerpflicht unterliegen. Während die general obligation bonds aus den gesamten Haushaltseinnahmen einer Gebietskörperschaft bedient werden, reserviert man für die englisch revenue bonds bestimmte, aus dem allgemeinen Haushalt herausgelöste Steuereinnahmen, Gebühren- oder Mauteinnahmen. Die Gläubigerrisiken bestehen bei den general obligation bonds darin, dass der kommunale Haushalt dadurch ausgedünnt wird, dass bestimmte Steuereinnahmen ausschließlich für englisch revenue bonds haften. Bei letzteren wiederum besteht die Gefahr, dass rückläufige Steuer- oder Gebühreneinnahmen für den Schuldendienst nicht mehr ausreichen; eine generelle Haftung des allgemeinen Haushalts gibt es nicht. Das ist der Grund, dass Ratingagenturen ein „Issue rating“ entwickelt haben, das – ähnlich wie bei einer Projektfinanzierung – nur die revenue bonds mit einem Ratingcode versieht.

### Großbritannien
In Großbritannien kennt man die Staatsanleihen „Gilts“, die als „Short Gilts“ (Laufzeit <5 Jahre), „Medium Gilts“ (5–15 Jahre) und „Long Gilts“ (>15 Jahre) in Umlauf sind.

## Sonstiges
Die Allianz-Tochtergesellschaft Pimco (Pacific Investment Company) ist einer der weltweit größten Investoren in Staatsanleihen. Sie machte Schlagzeilen, als sie sich im Februar 2011 komplett von ihren Beständen an US-Staatspapieren trennte.